# جون ميدلتون (فنان نورفولك)
جون ميدلتون، (9 يناير 1827 — 11 نوفمبر 1856)، فنان إنجليزي معروف بلوحاته الرائعة المرسومة بالألوان المائية. كان أصغر وآخر عضو مهم في مدرسة نورويتش للرسامين، والتي كانت أول حركة فنية إقليمية في بريطانيا. بالإضافة إلى كونه رسامًا موهوبًا، أنتج لوحات زيتية وكان مصورًا جيدًا.
كان والد ميدلتون، واسمه أيضًا جون، يعمل في صبغ الزجاج. رسمت والدته النباتات وعرضت عملها مرتين مع جمعية نورويتش للفنانين. تلقى ميدلتون تعليمه في نورويتش ودرس الفن تحت إشراف رسامي المناظر الطبيعية جون بيرني لادبروك وهنري برايت. عرض لوحاته لأول مرة قبل سن العشرين واستمر في عرض لوحاته في كل من الأكاديمية الملكية والمعهد البريطاني. نالت العديد من أعماله استحسان مؤرخو الفن لقيمها النغمية المتقنة والثقة والنضارة، مما يمنحها مظهرًا أكثر حداثة مقارنةً بالأعمال التي جرى الإفراط في تقديرها أحيانًا للرسامين الفيكتوريين الآخرين.
وصفت مؤرخة الفن جوزفين والبول وفاة ميدلتون عام 1856 بمرض السل، الذي قطع حياته المهنية عن عمر يناهز 29 عامًا، بالمأساة الكبرى لمدرسة الرسامين في نورويتش.

## خلفيته
كانت مدرسة نورويتش للرسامين، التي تضم ميدلتون، مجموعة مرتبطة بالموقع الجغرافي، وتصوير نورويتش وريف نورفولك، والعلاقات الشخصية والمهنية الوثيقة. كان من أهم فناني المدرسة: جون كروم وجوزيف ستانارد وجورج فنسنت وروبرت لادبروك وجيمس ستارك وجون ثيرتل وجون سيل كوتمان، إلى جانب أبناء كوتمان مايلز إدموند وجون جوزيف كوتمان وميدلتون نفسه. كانت مدرسة نورويتش ظاهرة فريدة في تاريخ الفن البريطاني في القرن التاسع عشر. كانت نورويتش أول مدينة إنجليزية خارج لندن حيث نشأت مدرسة للفنانين، مما أدى إلى إنشاء أول حركة فنية إقليمية في بريطانيا. كان لديها فنانين محليين أكثر من أي مدرسة تشكّلت لاحقًا في أي مكان آخر. ازدهرت ثقافات نورويتش المسرحية والفنية والفلسفية والموسيقية بطريقة فريدة خارج لندن.
داخل مدرسة نورويتش كانت جمعية نورويتش للفنانين، التي تأسست عام 1803. نشأت من الحاجة إلى مجموعة من فناني نورويتش لتعليم بعضهم البعض بالإضافة إلى تعليم تلاميذهم. على الرغم من أن جميع أعضاء مدرسة نورويتش لم يكونوا أعضاءً أيضًا في جمعية نورويتش، إلا أن هذه الأخيرة كانت أساسية في إنشاء جمعيات الفنانين مع بعضهم البعض. كانت أهدافها المعلنة هي إجراء تحقيق في صعود وتقدم وحالة الرسم وعلم الآثار والنحت بهدف توضيح أفضل طرق الدراسة لتحقيق الكمال الأكبر في هذه الفنون. أقامت معارض منتظمة وكان لها جدول منظم، وعرضت الأعمال سنويًا حتى عام 1825 ومرة أخرى من عام 1828 حتى التي حلها في عام 1833. كان كروم وكتمان الأبرز والأفضل من بين الفنانين في الحركة.
جون ميدلتون، الذي كان صغيرًا جدًا بحيث لم يكن له أي ارتباط بجمعية الفنانين في نورويتش، آخر رسامي ألوان مائية في مدرسة نورويتش والأكثر موهبة من الجيل الثالث من الفنانين في المدرسة. قدّمت أعماله، وفقًا لأندرو مور، الحارس السابق للفنون في متحف ومعرض الفنون في نورويتش كاسل، رمزًا مميزًا لروح معاصريه المباشرين وفناني الجيل الأول، جون سيل كوتمان وجون.
انخفض الاهتمام بمدرسة نورويتش خلال الثلاثينيات من القرن التاسع عشر، لكن سمعتها ارتفعت بعد المعرض الشتوي للأكاديمية الملكية عام 1878. ولكن بحلول نهاية القرن، كان يُنظر إلى لوحاتها — التي كانت تُعتبر ذات يوم على أنها حديثة وتقدمية — على أنها تنتمي إلى عصر مضى. وقد نسب أستاذ الفن أندرو همنغواي هذا إلى أساطير اللغة الإنجليزية الريفية التي سادت في بداية القرن العشرين. وقد علق على عدم وجود تحليل لمدرسة نورويتش، مثل الروابط بين رسامي مدرسة نورويتش وغيرهم من الفنانين والتطورات في رسم المناظر الطبيعية خلال القرن التاسع عشر.

## حياته

### النشأة والتدريب
تظهر السجلات أن جون ميدلتون وُلد في نورويتش في 9 يناير 1827 وجرى تعميده في 14 يناير في كنيسة سانت ستيفن على يد والديه جون ميدلتون وآن بايفيلد. لم يُوثّق سوى القليل من طفولته المبكرة ولم يذكر كتاب سيرة حياته أي أشقاء، على الرغم من أن نصب ميدلتون التذكاري في كنيسة سانت ستيفن يتضمن ابنة لم يذكر اسمها توفيت في طفولتها. كان بعض أقارب العائلة في نورويتش من الحدادين والنساجين، لكن جون ميدلتون الأكبر كان يعمل على صبغ الزجاج. كان الملحق التجاري لدانيال كوبين، أحد الأعضاء المؤسسين لجمعية نورويتش للفنانين. بالإضافة إلى إدارة أعمال تلوين الزجاج، تولى ميدلتون أعمال السباكة والطلاء، ودرس السراخس وجمعها في أوقات فراغه.
تلقى ميدلتون تعليمه في مدرسة نورويتش. عند الانتهاء من تعليمه الرسمي أصبح تلميذ جون بيرني لادبروك (رسام المناظر الطبيعية)، الذي أشار إلى تلميذه جون ميدلتون في رسالة بتاريخ 11 فبراير 1850. أما لادبروك، وهو فنان في مدرسة نورويتش أنتج أعمال كبيرة على الرغم من اضطراره لكسب لقمة العيش بصفته أستاذًا في الرسم، أثر بشكل خاص على تقنية ميدلتون.
درس ميدلتون على يد هنري برايت، الذي زاره في لندن عام 1847. انتقل ميدلتون إلى العاصمة في ذلك الوقت، حيث عاش في كنسينغتون. من 1847 إلى 1849 كان تلميذًا وصديقًا لرايت، وربما كان يسافر معه في رحلة إلى كنت.
بعد وفاة والده في أبريل 1848، عاد ميدلتون إلى نورويتش لتولي إدارة أعمال العائلة. في عام 1850 انتقل مع زوجة والده من منزلهما المجاور للشركة إلى منزل أكبر بكثير بالقرب من الشركة في شارع سانت ستيفنز.

### مهنته الفنية والصداقات
ميدلتون فنان نضج مبكرًا، إذ بدأ في عرض أعماله قبل بلوغه العشرين من العمر. عرض أعماله في لندن من عام 1847 إلى عام 1855، على الرغم من الانقطاع الناجم عن التزاماته التجارية: فقد عرض أربعة عشر صورة في الأكاديمية الملكية وخمسة عشر صورة في المعهد البريطاني، حيث أُشيد بعمله.
تأثر الإنتاج الفني لميدلتون بأعمال هنري برايت وتوماس لوند وروبرت ليمان (وكان له تأثير بدوره عليها). كان الفنانون الأربعة أصدقاء حميمين.
وفقًا للمؤلف ومؤرخ الفن ويليام فريدريك ديكس، كان ميدلتون صديق لاوند، الذي ربما قدمه إلى أعمال ثيرتل، بالإضافة إلى التصوير الفوتوغرافي، عمل لاوند كاتب ووكيل تأمين، وقد سمحت له ثروته بمتابعة حماسه في جمع الأعمال الفنية ونسخها وإنتاجها. كان شغوفًا بشكل خاص بلوحات ثيرتل. إلى جانب برايت وليمان، كان لاوند عضوًا في لجنة جمعية نورفولك ونورويتش لتعزيز الفنون الجميلة (1848-1852).
صادق ميدلتون ويليام جونسون جينيس بولدينغ، وهو مالك أرض ومزارع مقيم في قرية ويبورن الساحلية. يُعتبر بولدينغ، المعروف بصوره الرائدة للمناظر الطبيعية في نورفولك وعمال العقارات، مصورًا مهمًا في وقت مبكر. كان ميدلتون مسؤولًا عن تسجيله كعضو في جمعية نورويتش للتصوير الفوتوغرافي، التي أقامت معارض تضمنت أعمال ويليام بولدينغ. رسم الصديقان معًا، وبعض صور المناظر الطبيعية لبولدينغ لها صلة بتقنية ميدلتون للألوان المائية.